# Fiadanana (Nosy-Varika)
Fiadanana è una città e comune del Madagascar situata nel distretto di Nosy-Varika, regione di Vatovavy-Fitovinany. 
La popolazione del comune rilevata nel censimento 2001 era pari a 21 125 unità.